# Persone di nome Anthony/Giocatori di football americano
| Questa pagina contiene informazioni ricavate automaticamente dalle voci biografiche con l'ausilio del template Bio e di un bot. L'aggiornamento è periodico e automatico e ricostruisce completamente la pagina. Se manca una persona in questa lista, sei pregato di non aggiungerla, ma accertati piuttosto che la sua voce biografica contenga il template Bio e che i dati anagrafici siano correttamente compilati. Se il template Bio manca, inseriscilo tu stesso o, in alternativa, metti l'avviso {{tmp\|Bio}} che ne segnala la mancanza. Se i dati riportati sono sbagliati, correggi direttamente la voce biografica; le modifiche saranno visibili in questa lista entro pochi giorni. Per chiarimenti vedi il progetto antroponimi. La lista contiene solo le 68 persone che sono citate nell'enciclopedia e per le quali è stato implementato correttamente il template Bio. Pagina aggiornata al 23 mag 2025. |

Questa è una lista di persone presenti nell'enciclopedia che hanno il nome Anthony e sono giocatori di football americano.

## A(3)
- Tony Adams, ex giocatore di football americano statunitense (San Antonio, n. 1950)
- Anthony Allen, giocatore di football americano statunitense (Tampa, n. 1988)
- Anthony Averett, giocatore di football americano statunitense (Woodbury, n. 1994)

## B(10)
- Tony Banks, ex giocatore di football americano statunitense (San Diego, n. 1973)
- Anthony Barr, giocatore di football americano statunitense (South Bend, n. 1992)
- Anthony Becht, ex giocatore di football americano statunitense (Drexel Hill, n. 1977)
- Anthony Bell, ex giocatore di football americano statunitense (Miami, n. 1964)
- Anthony Belton, giocatore di football americano statunitense (Tallahassee, n. 2001)
- Anthony Benson, ex giocatore di football americano statunitense (San Diego)
- Anthony Bradford, giocatore di football americano statunitense (Muskegon, n. 2001)
- Deion Branch, ex giocatore di football americano statunitense (Albany, n. 1979)
- Anthony Brown, giocatore di football americano statunitense (Aberdeen, n. 1998)
- Anthony Brown, giocatore di football americano statunitense (Tampa, n. 1993)

## C(7)
- Tony Canadeo, giocatore di football americano statunitense (Chicago, n. 1919 - Green Bay, † 2003)
- Anthony Castonzo, ex giocatore di football americano statunitense (Des Plaines, n. 1988)
- Anthony Chickillo, ex giocatore di football americano statunitense (Tampa, n. 1992)
- Tony Collins, ex giocatore di football americano statunitense (Sanford, n. 1959)
- Anthony Collins, ex giocatore di football americano statunitense (Beaumont, n. 1985)
- Cris Collinsworth, ex giocatore di football americano statunitense (Dayton, n. 1959)
- T.J. Cunningham, giocatore di football americano statunitense (Aurora, n. 1972 - Parker, † 2019)

## D(7)
- Anthony Dablé-Wolf, giocatore di football americano francese (Grenoble, n. 1988)
- Anthony Davis, ex giocatore di football americano statunitense (Piscataway, n. 1989)
- Anthony Dilweg, ex giocatore di football americano statunitense (Washington, n. 1965)
- Anthony Dixon, giocatore di football americano statunitense (Jackson, n. 1987)
- Tony Dorsett, ex giocatore di football americano statunitense (Rochester, n. 1954)
- Tony Dungy, ex giocatore di football americano e allenatore di football americano statunitense (Jackson, n. 1955)
- Tony Dye, ex giocatore di football americano statunitense (San Jose, n. 1990)

## F(1)
- Anthony Fasano, giocatore di football americano statunitense (Glen Ridge, n. 1984)

## G(4)
- Anthony Gaitor, giocatore di football americano statunitense (Miami, n. 1988)
- Anthony Gardner, giocatore di football americano statunitense (Rocky River)
- Tony Gonzalez, ex giocatore di football americano e attore statunitense (Huntington Beach, n. 1976)
- Anthony Gould, giocatore di football americano statunitense (Leavenworth, n. 2001)

## H(4)
- Anthony Hancock, ex giocatore di football americano statunitense (Cleveland, n. 1960)
- Anthony Harris, giocatore di football americano statunitense (Richmond, n. 1991)
- Tony Hills, ex giocatore di football americano statunitense (Dallas, n. 1984)
- Anthony Hitchens, giocatore di football americano statunitense (Lorain, n. 1992)

## J(2)
- A.J. Jefferson, giocatore di football americano statunitense (Bakersfield, n. 1988)
- Anthony Johnson Jr., giocatore di football americano statunitense (St. Petersburg, n. 1999)

## L(3)
- Anthony Lawrence, ex giocatore di football americano e allenatore di football americano statunitense (San Diego, n. 1996)
- Anthony Levine, ex giocatore di football americano statunitense (Abbeville, n. 1987)
- Anthony Lynn, ex giocatore di football americano e allenatore di football americano statunitense (McKinney, n. 1968)

## M(8)
- Anthony Maggiacomo, ex giocatore di football americano e allenatore di football americano canadese (Cambridge, n. 1984)
- Anthony Mahoungou, giocatore di football americano francese (Parigi, n. 1994)
- Anthony McCoy, giocatore di football americano statunitense (Fresno, n. 1987)
- Tony McDaniel, giocatore di football americano statunitense (Hartsville, n. 1985)
- Anthony McFarland Jr., giocatore di football americano statunitense (Hyattsville, n. 1999)
- Anthony McFarland, ex giocatore di football americano statunitense (Winnsboro, n. 1977)
- Anthony Miller, giocatore di football americano statunitense (Memphis, n. 1994)
- Tony Moeaki, giocatore di football americano statunitense (Wheaton, n. 1987)

## N(1)
- Anthony Nelson, giocatore di football americano statunitense (n. 1997)

## P(3)
- Tony Pashos, ex giocatore di football americano statunitense (Palos Heights, n. 1980)
- Anthony Peterson, ex giocatore di football americano statunitense (Cleveland, n. 1972)
- Anthony Pittman, giocatore di football americano statunitense (Detroit, n. 1996)

## R(2)
- Anthony Richardson, giocatore di football americano statunitense (Gainesville, n. 2001)
- Anthony Rush, giocatore di football americano statunitense (Raleigh, n. 1996)

## S(6)
- Anthony Schwartz, giocatore di football americano e ex velocista statunitense (Pembroke Pines, n. 2000)
- Anthony Sherman, ex giocatore di football americano statunitense (North Attleboro, n. 1988)
- Anthony Simmons, ex giocatore di football americano statunitense (Spartanburg, n. 1976)
- Tony Siragusa, giocatore di football americano, attore e imprenditore statunitense (Kenilworth, n. 1967 - Dover Beaches South, † 2022)
- Anthony Smith, ex giocatore di football americano statunitense (Elizabeth City, n. 1967)
- Tony Sparano, giocatore di football americano e allenatore di football americano statunitense (West Haven, n. 1961 - Eden Prairie, † 2018)

## T(1)
- Anthony Thomas, ex giocatore di football americano statunitense (Winnfield, n. 1977)

## W(3)
- Anthony Walker Jr., giocatore di football americano statunitense (Miami, n. 1995)
- Anthony Woodson, ex giocatore di football americano canadese (Calgary, n. 1988)
- Anthony Wright, ex giocatore di football americano statunitense (Vanceboro, n. 1976)

## X(1)
- Xavier Legette, giocatore di football americano statunitense (Mullins, n. 2001)

## Y(1)
- Ron Yary, ex giocatore di football americano statunitense (Chicago, n. 1946)

## Z(1)
- Anthony Zettel, giocatore di football americano statunitense (West Branch, n. 1992)